# Noia mortale
Noia mortale è un singolo del duo italiano Colapesce Dimartino, pubblicato il 4 settembre 2020 come quinto estratto dall'album in studio I mortali.

## Video musicale
Il videoclip del brano, diretto da Tommaso Buldini, è stato pubblicato l'8 settembre 2020 sul canale YouTube di Colapesce Dimartino.